# Алешд (Бихор)
Алешд (рум. Aleşd) насеље је у Румунији у округу Бихор у општини Алешд. Oпштина се налази на надморској висини од 255 m.

## Становништво
Према подацима из 2002. године у насељу је живело 7387 становника.

### Попис2002.
| Расподела становништва по националности 2002.‍ | Расподела становништва по националности 2002.‍ | Расподела становништва по националности 2002.‍ | Расподела становништва по националности 2002.‍ | Расподела становништва по националности 2002.‍ |
| --------------------------------------------- | --------------------------------------------- | --------------------------------------------- | --------------------------------------------- | --------------------------------------------- |
|                                               |                                               |                                               |                                               |                                               |
| Румуни                                        | Румуни                                        |                                               | 4.503                                         | 61,0%                                         |
| Мађари                                        | Мађари                                        |                                               | 1.566                                         | 21,2%                                         |
| Роми                                          | Роми                                          |                                               | 938                                           | 12,7%                                         |
| Немци                                         | Немци                                         |                                               | 9                                             | 0,1%                                          |
| Словаци                                       | Словаци                                       |                                               | 360                                           | 4,9%                                          |